# Phare de Sørhaugøy
Le phare de Sørhaugøy (en norvégien : Sørhaugøy fyr)  est un feu côtier situé sur la petite île de Sørhaugøy (archipel de Vibrandsøy au large de la commune de Haugesund, dans le Comté de Rogaland (Norvège). Il est géré par l'administration côtière norvégienne (en norvégien : Kystverket).
Le phare ancien est classé patrimoine culturel par le Riksantikvaren depuis 1998 .

## Histoire
Le premier phare a été établi en 1846 sur la petite île de Sørhaugøy, à 400 m de Haugesund. Il est situé dans la mer de Slettå dans l'entrée nord du détroit de Karmsund menant au port de Haugesund. Il est composé d'une tour carrée, avec balcon et lanterne, jouxtant une maison de gardien. Le bâtiment est blanc et la lanterne est noire. Il est désactivé depuis 1952. Le phare a été vendu à l'armateur Knut Knutsen, qui en a fait don au Karmsund Folkemuseum  dans les années 1970. Durand de nombreuses années, la dépendance du phare a été louée au Haugesund Sports Dykkerklubb comme clubhouse. Restauré, le bâtiment est retourné au musée.
Il a été remplacé en 1952 par un petit phare automatique, proche de l'ancien bâtiment.

## Description
Le phare actuel  est une tour pyramidale à claire-voie avec une lanterne en fibre de verre de 5,5 mètres de haut. Le phare est blanc et la lanterne est rouge. Son feu à occultations émet, à une hauteur focale de 20 mètres, trois éclats (blanc, rouge et vert de 2 secondes selon différents secteurs) toutes les 10 secondes. Sa portée nominale est de 11 milles nautiques (environ 20 km) pour le feu blanc, 8 pour le feu rouge et le feu vert.
Identifiant : ARLHS : NOR-340 ; NF-1245 - Amirauté : B3488 - NGA : 2692 .
|                      |
| Le phare (1890-1900) |

|                    |
| Le phare (au loin) |

### Lien connexe
- Liste des phares de Norvège